# Biwi No.1
Biwi No.1 (बीवी नम्बर वन) è un film del 1999 diretto da David Dhawan. Il film vede protagonisti Salman Khan, Karisma Kapoor, Sushmita Sen, Anil Kapoor e Tabu. Saif Ali Khan fa una comparsata nel film. Il film è il remake di Sathi Leelavathi, film in tamil del 1995. Biwi No.1 è stato il maggiore incasso di Bollywood del 1999.